# 修学院 (瑞穂市)
修学院（しゅうがくいん）は岐阜県瑞穂市にある大日如来を本尊とする真言宗智山派大須宝生院末の寺院。山号は金鏡山、寺号は宝積寺という。美濃四国49番札所。
康治年間、養道大和尚による創建と伝わる。寺の記録によれば康永元年（1342年）に関谷光正が1町5反を寄進したという、それ以来関谷氏により維持されてきたが、万治2年（1659年）に関谷忠兵衛が寺を再興するため大須宝生院の下に入った。19世の関谷瑞応が遷化した明治20年以降無住となり、明治24年（1891年）濃尾地震により倒壊した。檀家が再興を発願し、大垣明星輪寺より尭栄を招き明治38年に再建された。